# Autorenplattform
Eine Autoren- oder Literaturplattform stellt eine bestimmte Art von Online-Community dar, auf der Autoren ihre Werke präsentieren können.

## Funktion einer Autorenplattform
Autorenplattformen bieten bei Themen Hilfestellung, die sich um das geschriebene Wort drehen.
Viele angehende Schriftsteller oder solche, die es gerne werden würden, haben Probleme. Mangelndes Feedback und fehlende Kritik sind nur zwei Beispiele. Oft fehlt auch die Möglichkeit, die eigenen Werke einer größeren Leserschaft vorzustellen, wie auch grundsätzliches Hintergrundwissen.
Autorenplattformen sind Communitys, die darauf abzielen, Wissen über Geschriebenes weiterzugeben; sie bieten die Möglichkeit, Werke online zu veröffentlichen und ermöglichen Autoren, sich gegenseitig Feedback zu geben. Manche Autorenplattformen gehen noch einen Schritt weiter und informieren z. B. über Literaturwettbewerbe, Ausschreibungen für Kurzgeschichten oder übliche Prozedere von Verlagen.
Als Autorenplattform wird nicht jede Internetpräsenz bezeichnet, auf der jemand seine Werke veröffentlicht (z. B. ein einfaches Forum). Beispiele für Kriterien sind:
- Möglichkeit zur Verwaltung eines eigenen Accounts
- Selbstdarstellung in Form eines editierbaren Profils
- Veröffentlichen, Überarbeiten und Löschen eigener Texte
- Übersicht über alle auf der Plattform veröffentlichten Texte
- Navigationsmechanismen, um Profile und Texte anderer Plattformnutzer lesen zu können
- Zentrales Thema Literatur und/oder Lyrik
- Diskussionsforum
- Feedback durch andere User und die Möglichkeit darauf antworten zu können